# Gaston van Orléans (1842-1922)

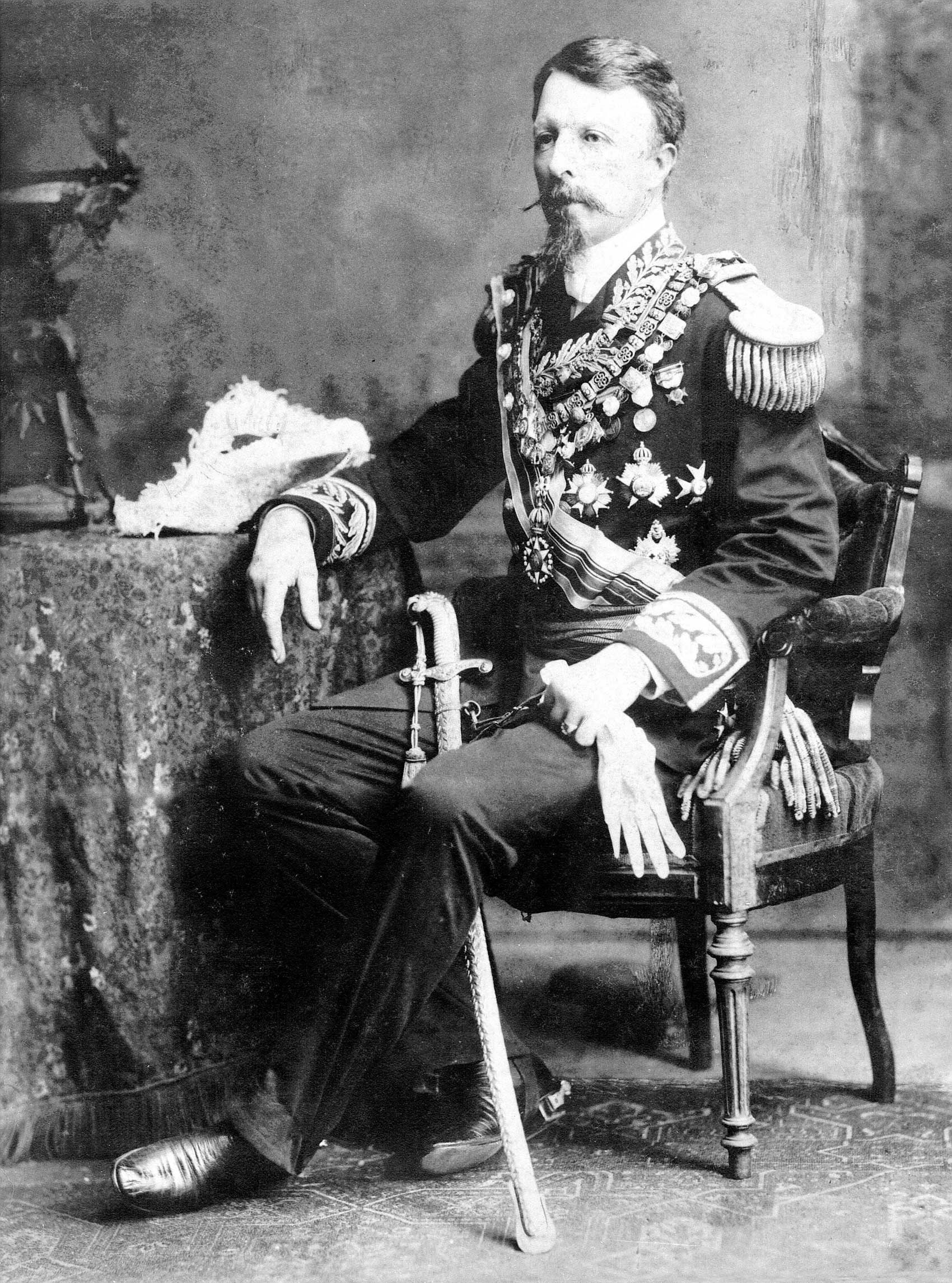
Gaston van Orléans, graaf van Eu
(ca.1882), Albert Henschel

Lodewijk Filips Maria Ferdinand Gaston van Orléans, graaf van Eu (Frans: Louis Philippe Marie Ferdinand Gaston d’Orléans; Neuilly-sur-Seine, 28 april 1842 - ter zee, 28 augustus 1922) was een prins uit het huis Orléans en een Braziliaans maarschalk.

## Biografie
Prins Lodewijk Filips Maria Ferdinand Gaston van Orleans was de oudste zoon van Lodewijk van Orléans, de hertog van Nemours, en de Weense prinses Victoria van Saksen-Coburg-Gotha-Koháry, eveneens een kleindochter van burgerkoning Lodewijk Filips I van Frankrijk.
Op 15 oktober 1864 trad de graaf van Eu in het huwelijk met de Braziliaanse kroonprinses Isabella, de erfgename van keizer Peter II van Brazilië. Uit dit huwelijk kwamen drie kinderen voort:
- Lodewijka Victoria (Luísa Vitória) van Orléans-Bragança (28 juli 1874), doodgeboren
- Peter (Pedro) de Alcantara van Orléans-Bragança (15 oktober 1875 – 29 januari 1940), prins van Grão-Pará. Gehuwd met Elisabeth Dobrzensky de Dobrzenicz
- Lodewijk (Luís) van Orléans-Bragança (26 januari 1878 – 26 maart 1920), gehuwd met Maria Pia de Bourbon-der Beide Siciliën
- Anton (Antônio) van Orléans-Bragança (9 augustus 1881 – 29 november 1918), niet gehuwd

Kort na zijn huwelijk brak de Oorlog van de Drievoudige Alliantie uit, die Brazilië samen met Argentinië en Uruguay voerde tegen Francisco Solano López, de autoritaire president van Paraguay. Als schoonzoon van de Braziliaanse keizer beoogde Gaston van Orléans een hoge commandopost, aanvankelijk tevergeefs. Pas in de laatste fase van de oorlog werd hij tot opperbevelhebber van de Braziliaanse strijdkrachten benoemd, en in maart 1869 nam hij het opperste commando van de geallieerde strijdkrachten op. Hij toonde zich een bekwaam bevelhebber en bracht de oorlog in februari 1870 tot een zegerijk einde.

Gaston, graaf van Eu en kroonprinses Isabella
(1919), Nationaal Archief van Brazilië

In 1889 vluchtte hij na de val van het keizerrijk Brazilië met zijn familie naar Frankrijk, waar ze het kasteel van Eu in Normandië betrokken. Kort na het einde van de Eerste Wereldoorlog verloor Gaston van Orléans zijn jongste zoon door een vliegtuigongeluk. Zijn tweede zoon stierf in 1920 aan de gevolgen van verwondingen die hij in de oorlog was opgelopen. Het jaar daarop verloor hij ook zijn vrouw, na een huwelijk van 57 jaar. In 1922 ging de graaf van Eu aan boord van de Massalia om deel te nemen aan de feestelijkheden ter gelegenheid van de honderdste verjaardag van de Braziliaans onafhankelijkheid. Hij zou Brazilië echter nooit meer bereiken: onderweg overleed hij op 80-jarige leeftijd.